# Overbrook Entertainment
Overbrook Entertainment est une société de production cinématographique, musicale et de distribution fondée par l'acteur et producteur Will Smith et le producteur James Lassiter en 1998. Depuis 2019, c'est une filiale de Westbrook Inc. (en), holding fondée par Will Smith avec son épouse Jada Pinkett Smith.

## Filmographie, vidéographie
Sauf indication contraire, les informations mentionnées dans cette section peuvent être confirmées par la base de données cinématographiques IMDb,  présente dans la section « Liens externes ».
- 2001 : Ali
- 2002 : Showtime
- 2003 : All of Us (en) (série télévisée)
- 2004 : Saving Face
- 2004 : I, Robot
- 2005 : Hitch, expert en séduction
- 2006 : À la recherche du bonheur
- 2006 : ATL
- 2007 : Je suis une légende
- 2007 : I Am Legend: Awakening - Story 2: Isolation (court métrage, direct-to-video, film d'animation d'une série de quatre inclus sur le DVD de Je suis une légende)
- 2008 : Sept vies (Seven Pounds)
- 2008 : Harcelés
- 2008 : Hancock
- 2008 : The Cipha
- 2008 : The Human Contract
- 2008 : MILF & Cookies (direct-to-video)
- 2009-2011 : Hawthorne : Infirmière en chef (Hawthorne) (série télévisée)
- 2009 : Le Secret de Lily Owens
- 2010 : Karaté Kid (The Karate Kid)
- 2010 : Monster Hunter
- 2012 : Target (This Means War)
- 2013-2015 : The Queen Latifah Show (en) (émission télévisée)
- 2013 : After Earth
- 2014 : Annie
- 2016 : Beauté cachée (Collateral Beauty)
- 2017 : Bright
- 2018- : Cobra Kai (web-série)
- 2018 : À tous les garçons que j'ai aimés (To All the Boys I've Loved Before)
- 2019 : Gemini Man
- 2021 : La Méthode Williams (sous Westbrook Inc., maison-mère d’Overbrook Entertainment)
- 2021 : The Harder They Fall
- 2023 : Emancipation d'Antoine Fuqua

## Musiques de films
- 1999 : Wild Wild West
- 2000 : Love and Basketball
- 2002 : Men in Black 2

## Distribution
- 2005 : The 7th Commandment (DVD)